# Arbeitsgericht Karlsruhe

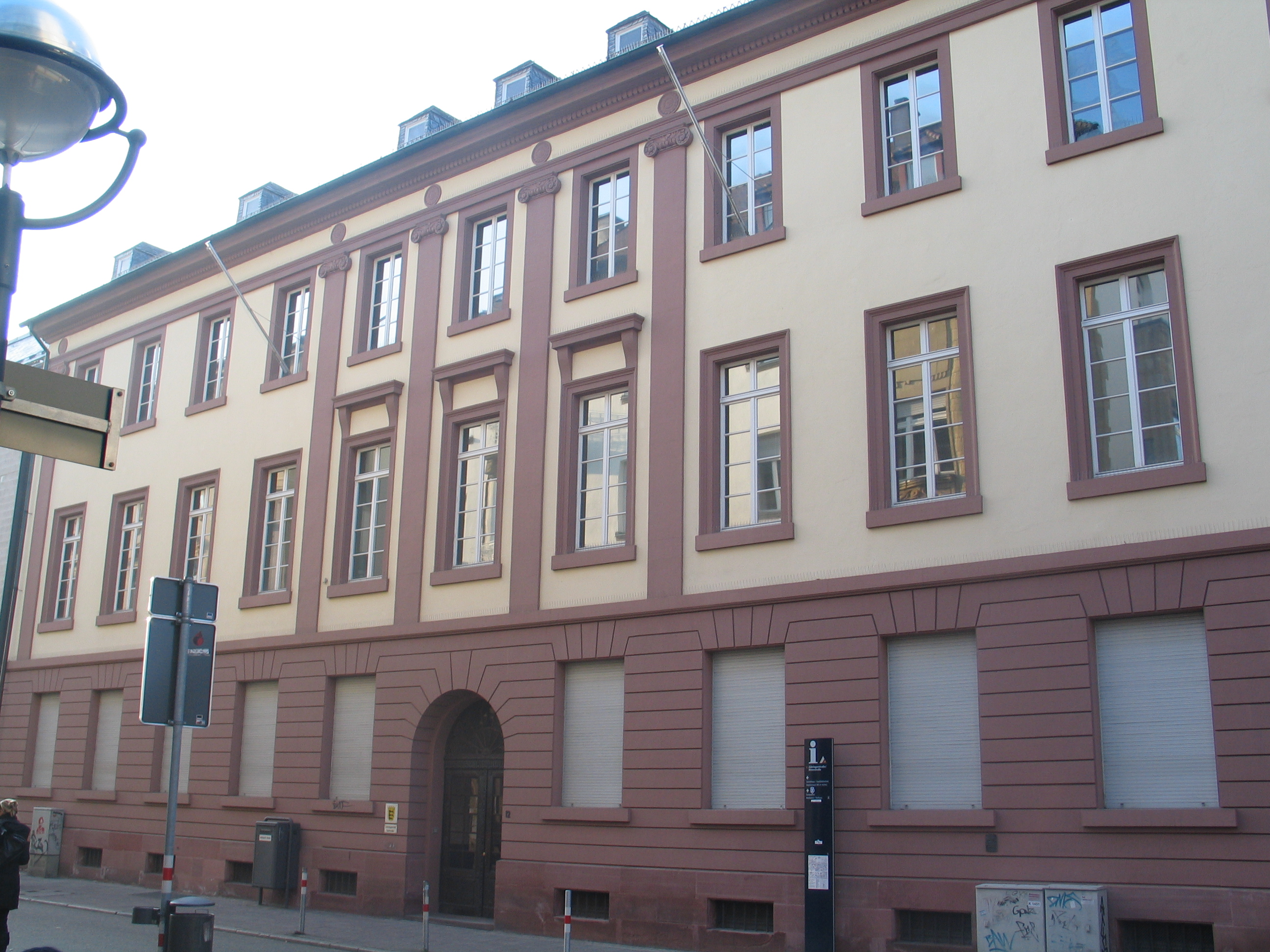
Arbeitsgericht Karlsruhe

Das Arbeitsgericht Karlsruhe, ein Gericht der Arbeitsgerichtsbarkeit, ist eines der neun baden-württembergischen Arbeitsgerichte.

## Gerichtssitz und -bezirk
Das Gericht hat seinen Sitz in Karlsruhe in der Ritterstraße 12 im denkmalgeschützten früheren Abgeordnetenhaus in der Nachbarschaft des Ständehauses.
Das Arbeitsgericht Karlsruhe ist örtlich zuständig für Rechtsstreitigkeiten aus den Städten Karlsruhe und Baden-Baden, dem Landkreis Karlsruhe und dem Landkreis Rastatt.
Die sachliche Zuständigkeit ergibt sich aus dem Arbeitsgerichtsgesetz.

## Übergeordnete Gerichte
Dem Gericht sind das Landesarbeitsgericht Baden-Württemberg und im weiteren Rechtszug das Bundesarbeitsgericht übergeordnet.